# Zornia brevipes
Zornia brevipes är en ärtväxtart som beskrevs av Milne-redh.. Zornia brevipes ingår i släktet Zornia och familjen ärtväxter. IUCN kategoriserar arten globalt som livskraftig. Inga underarter finns listade i Catalogue of Life.